# Let's Dance 2006
Let's Dance 2006 var den första säsongen av TV-programmet Let's Dance som sändes i TV4. Första programmet sändes den 6 januari och det sista programmet den 10 mars. Programledare var David Hellenius och Agneta Sjödin. Juryn bestod av Maria Öhrman, Dermot Clemenger, Ann Wilson och Tony Irving. Vinnare blev slutligen Måns Zelmerlöw och Maria Karlsson.
Let's Dance blev en tittarframgång för kanalen; tittarsiffrorna låg på mellan 1,4 och nära 2 miljoner under alla programmen. De första avsnitten sändes mot Riket i SVT1, ett program som fick färre tittare än SVT väntat. De första två programmen (6 och 13 januari) sågs av kring 1,5 miljoner, men för nästa tre program (20, 27 januari och 3 februari) låg tittarantalet på kring 1,9 miljoner.
När vinter-OS började (10 februari) minskade tittandet på Let's Dance med cirka 400 000 tittare jämfört med veckan innan. Efterföljande vecka lyckades dock Let's Dance öka och tittandet var ganska jämnt mellan Let's Dance och slalomen som sändes samtidigt i SVT1 (17 februari). Den sista OS-fredagen (24 februari) klockan 20.00 var SVT:s OS-sändning inne i en mindre publikdragande fas med konståkning och studio vilket gjorde att Let's Dance lockade 1,8 miljoner. Första fredagen efter OS (3 mars) drog SVT igång sin populära fredagsunderhållning Så ska det låta vilket gav lägre tittarsiffror för Let's Dance.
Varje onsdag sände TV4 ett s.k. inför-program, där David Hellenius berättade lite kort om vilka danser som skulle dansas. Han träffade även dansparen på deras respektive träningar för att se hur det gick för dem. 
I september 2006 vann Let's Dance det svenska TV-priset Kristallen i kategorin Årets underhållningsprogram.

## Program

### Cha-Cha-Cha och Vals
| 6 januari 2006                             |             |                                      |
| Tävlingspar                                | Dans        | Musik                                |
| Arja Saijonmaa och Tobias Karlsson         | cha-cha-cha | What You Waiting For? (Gwen Stefani) |
| Måns Zelmerlöw och Maria Karlsson          | vals        |                                      |
| Carolina Gynning och Daniel da Silva       | cha-cha-cha | Hung Up (Madonna)                    |
| Kishti Tomita och Tobias Wallin            | vals        |                                      |
| Melker Andersson och Ingrid Beate Thomsen  | cha-cha-cha | Tripping (Robbie Williams)           |
| Tone Bekkestad och Peter Broström          | vals        | Come Away with Me (Norah Jones)      |
| Viktor Åkerblom Nilsson och Carin da Silva | cha-cha-cha |                                      |
| Anna Book och David Watson                 | vals        |                                      |
| Peppe Eng och Malin Watson                 | cha-cha-cha | Push the Button (Sugababes)          |
| Paolo Roberto och Helena Fransson          | vals        |                                      |

## Finalen
Sändes 10 mars 2006. 

Finalen stod mellan Anna Book och Måns Zelmerlöw. 
  
Nedan står danserna i finalen angivna.. Observera att deltagarna inte står angivna efter startordning. 
Dans 1
1. Anna Book och David Watson - Tango (Lola - Sarah Vaughan)
2. Måns Zelmerlöw och Maria Karlsson - Tango (Toxic - Britney Spears)

Dans 2
1. Anna Book och David Watson - Paso Doble (Gypsy dance)
2. Måns Zelmerlöw och Maria Karlsson - Samba (Alla vill till himmelen - Timbuktu)

Dans 3
1. Anna Book och David Watson - Showdans (Diamonds are forever - Shirley Bassey)
2. Måns Zelmerlöw och Maria Karlsson - Showdans (Live and let die - Paul McCartney/Wings)

Säsongens utslagna deltagare dansade även sina favoritdanser i sändning utom tävlan.
1. Melker Andersson och Ingrid Beate Thomsen - Cha cha (Tripping - Robbie Williams)
2. Carolina Gynning och Daniel da Silva - Quickstep (Pon de Replay - Rihanna)
3. Tone Bekkestad och Peter Broström - Vals (Come away with me - Norah Jones)
4. Paolo Roberto och Helena Fransson - Tango (Roxanne - Moulin Rouge)
5. Kishti Tomita och Tobias Wallin - Samba (Step up - Darin)
6. Peppe Eng och Malin Watson - Jive (Waterloo - Abba)
7. Arja Saijonmaa och Tobias Karlsson - Paso Doble (Don't cry for me Argentina)
8. Viktor Åkerblom Nilsson och Carin da Silva - Jive (Walk idiot walk - The Hives)

## Summa jurypoäng
| Par                     | Plats | 1  | 2  | 1+2 | 3 | 4  | 5  | 6  | 7  | 8  | 9        | 10           |
| ----------------------- | ----- | -- | -- | --- | - | -- | -- | -- | -- | -- | -------- | ------------ |
| Måns och Maria          | 1     | 14 |    |     |   | 25 | 34 | 35 | 31 | 35 | 26+40=66 | 35+39+38=112 |
| Anna och David          | 2     | 22 | 27 | 49  |   | 36 | 32 | 34 | 33 | 28 | 33+33=66 | 32+40+32=104 |
| Viktor och Carin        | 3     | 16 |    |     |   | 25 | 26 | 31 | 35 | 29 | 31+34=65 |              |
| Arja och Tobias K.      | 4     | 19 |    |     |   | 29 | 30 | 32 | 38 | 32 |          |              |
| Peppe och Malin         | 5     | 15 |    |     |   | 18 | 15 | 14 | 18 |    |          |              |
| Kishti och Tobias W.    | 6     | 18 |    |     |   | 25 | 29 | 28 |    |    |          |              |
| Tone och Peter          | 7     | 24 |    |     |   | 23 | 23 |    |    |    |          |              |
| Paolo och Helena        | 8     | 19 |    |     |   | 22 |    |    |    |    |          |              |
| Carolina och Daniel     | 9     | 12 | 20 | 32  |   |    |    |    |    |    |          |              |
| Melker och Ingrid Beate | 10    | 23 |    |     |   |    |    |    |    |    |          |              |

Röda siffror paret som fick lägst antal poäng från juryn den veckan.
Gröna siffror  paret som fick högst antal poäng från juryn den veckan.
     paret som blev utslagna från tävlingen.
     de två paren som fick lägst jurypoäng samt tittarröster.
     vinnande paret.
     paret som kom på andra plats.